# Ambivarieten
De Ambivarieten (Ambivariti, Ambivareti) waren een Keltische volksstam in Oud-België. In de laatste eeuw voor het begin van onze jaartelling bewoonden ze vermoedelijk het gebied tussen de huidige steden Breda en Antwerpen. Ze worden slechts in één bron genoemd, en dan nog slechts zijdelings, namelijk in de Commentarii de bello Gallico van Julius Caesar. In de latere Romeinse periode worden de bewoners van dat gebied Toxandriërs genoemd als mogelijke nazaten van de Eburonen, dus het is mogelijk dat het om twee verschillende benamingen voor dezelfde groep mensen gaat. Anderen houden het er op dat de Toxandriërs nazaten van Eburonen zijn.
Alemannen · Ambivarieten · Ambronen · Ampsivaren · Angelen · Angrivariërs · Asdingen · Baemi · Bajuwaren · Bastarnen · Bataven · Bourgondiërs · Bructeren · Cananefaten · Chamaven · Chasuarii · Chatten · Chattuarii · Chauken · Cherusken · Cimbren · Cugerni · Dulgubnii · Fosi · Franken · Frisii · Gepiden · Goten · Harii · Helisiërs · Hermunduren · Herulen · Juten · Lakringen · Lemoviërs · Longobarden · Lugiërs · Manimiërs · Marcomannen · Marobudui · Marsi · Mattiakken · Naharvalen · Nemeten · Nerviërs · Ostrogoten · Quaden · Rugiërs · Saksen · Semnonen · Silingen · Sitones · Skiren · Sueben · Sugambren · Suiones · Tencteren · Teutonen · Toxandriërs · Triboken · Tubanten · Tudri · Tungri · Ubiërs · Usipeten · Vandalen · Vangionen · Visigoten · Volcae · Warnen
Germani cisrhenani:
Caerosi · Condrusi · Eburonen · Paemani · Segni
Stamverenigingen:
Herminones · Ingvaeones · Istvaeones